# محوطه قلعه کهنه جهان
محوطه قلعه کهنه جهان مربوط به سده‌های میانه دوران‌های تاریخی پس از اسلام است و در شهرستان اسفراین، بخش بام وصفی آباد، دهستان بام، ۲ کیلومتری جنوب شرقی روستای جهان واقع شده و این اثر در تاریخ ۲۲ آبان ۱۳۸۶ با شمارهٔ ثبت ۱۹۹۷۵ به‌عنوان یکی از آثار ملی ایران به ثبت رسیده است.